# Кудиновский сельский округ
Кудиновский сельский округ — упразднённая административно-территориальная единица, существовавшая на территории Ногинского района Московской области в 1994—2006 годах.
Кудиновский сельсовет был образован в первые годы советской власти. По данным 1919 года он входил в состав Васильевской волости Богородского уезда Московской губернии.
4 декабря 1925 года из Кудиновского с/с был выделен Белинский с/с, но уже в 1926 он был присоединён обратно.
В 1926 году Кудиновский с/с включал село Кудиново, деревни Белая, Булгаково и Черепково, а также посёлок Каланга, механический посёлок, Озёрский посёлок, Кудиновский совхоз, 4 сторожки, 3 железнодорожных будки и 1 казарму.
В 1929 году Кудиновский сельсовет вошёл в состав Богородского района Московского округа Московской области.
5 ноября 1929 года Богородский район был переименован в Ногинский.
3 июля 1934 года к Кудиновскому с/с было присоединено селение Булгаково упразднённого Сафоновского с/с.
22 июня 1954 года из Кудиновского с/с в административное подчинение рабочему посёлку Электроугли было передано селение Булгаково. Одновременно из Вишняковского с/с в Кудиновский было передано селение Вишняково.
16 июля 1959 года из Аксёно-Бутырского с/с в Кудиновский были переданы селения Марьино, Нестерово и Тимково.
1 февраля 1963 года Ногинский район был упразднён и Кудиновский с/с вошёл в Орехово-Зуевский сельский район. 11 января 1965 года Кудиновский с/с был возвращён в восстановленный Ногинский район.
28 января 1977 года центр Кудиновского с/с был перенесён в селение Белая.
3 февраля 1994 года Кудиновский с/с был преобразован в Кудиновский сельский округ.
18 февраля 2004 года в Кудиновском с/о к деревне Белая был присоединён посёлок Керамический участок.
24 марта 2004 года в Кудиновском с/о к селу Кудиново был присоединён посёлок центральной усадьбы совхоза им. 50-летия Великого Октября, а к деревне Тимохово — деревня Нестерово и посёлок центральной усадьбы зверосовхоза «Тимоховский».
В ходе муниципальной реформы 2004—2005 годов Кудиновский сельский округ прекратил своё существование как муниципальная единица. При этом деревня Вишняково была передана в городское поселение Электроугли, а деревни Белая, Марьино-2, Тимохово, Черепково и село Кудиново — в сельское поселение Аксёно-Бутырское.
29 ноября 2006 года Кудиновский сельский округ исключён из учётных данных административно-территориальных и территориальных единиц Московской области.